# Heteroschismoides subterfissus
Heteroschismoides subterfissus is een Scaphopodasoort uit de familie van de Entalinidae. De wetenschappelijke naam van de soort is voor het eerst geldig gepubliceerd in 1877 door Jeffreys.